# Орлов, Павел Александрович (генерал)
Павел Александрович Орлов (1900—1957) — начальник управления рабоче-крестьянской милиции и заместитель народного комиссара внутренних дел Молдавской ССР, генерал-майор (1945).

## Биография
Родился в семье руководителя пожарной охраны г. Одессы Александра Григорьевича Орлова и Ирины Ефимовны Орловой. Отец убит петлюровцами в 1919 году. Брат, Александр Александрович, офицер белой гвардии, умер от тифа в том же, 1919 году. Сестра, Елена Александровна Курищенко, учитель математики, скончалась в преклонном возрасте.
В годы Гражданской войны громил банды Махно на юге Украины, перед началом Великой Отечественной войны служил на ответственных постах в органах НКВД. С апреля до июня 1941 и с 23 марта 1944 до 9 февраля 1950 являлся начальником управления рабоче-крестьянской милиции и заместителем народного комиссара внутренних дел Молдавской ССР. С июля 1941 командир Молдавского полка милиции НКВД, затем командир 1-го полка милиции бригады и дивизии милиции охраны тыла Южного фронта, с августа 1943 начальник Управления войск НКВД по охране тыла Северной группы войск Закавказского фронта и Северо-Кавказского фронта. С первых дней создания боевого милицейского подразделения полк (а затем дивизия) были названы «Орловскими». Первое время до августа 1941 года милицейский полк существовал на правах «дикого» подразделения — не было в официальных документах, не было номера и наименования; был неясен порядок подчинения. Так продолжалось некоторое время, пока Военным советом Южного фронта не было принято решение создать из милицейских подразделений отдельную бригаду по охране тыла фронта. Указом ПВС СССР от 24 августа 1949 награждён орденом Отечественной войны 2-й степени за работу по выселению из Прибалтики, Молдавии и Черноморского побережья Кавказа. Похоронен на Армянском кладбище в Кишинёве.

### Звания
- капитан милиции;
- майор милиции;
- комиссар государственной безопасности, 14.12.1943;
- генерал-майор, 09.07.1945.

### Награды
- орден Ленина;
- четыре ордена Боевого Красного Знамени;
- орден Великой Отечественной войны 2-й степени;
- орден Красной Звезды
- медали.